# Gospodarstvo Alžira
Gospodarstvo Alžira predstavlja nacionalno gospodarstvo Alžirske Narodne Demokratske Republike. Do danas su nafta i zemni plin najznačajniji izvozni proizvodi za gospodarstvo Alžira. Rezerve tih energenata uglavnom se nalaze u istočnoj Sahari dok je alžirska Vlada tijekom 1980-ih smanjila njihov izvoz čime je usporeno iscrpljivanje. Izvoz je opet povećan 1990-ih godina.
Od ostalih značajnjih izvoznih proizvoda tu su stoka (ovce, volovi i konji) i stočni proizvodi (vuna i koža), vino, žitarice (raž, ječam, zob), voće (uglavnom smokve i grožđe) i povrće, sjemenje, esparto trava, ulje i biljni ekstrakti (prvenstveno maslinovo ulje), željezna ruda, cink, fosfati, drvo, pluto i duhan. Paradoksalno je da Alžir unatoč tome što izvozi vunu, također vunu i uvozi te uvoz vune premašuje izvoz.
Alžir uglavnom uvozi strojeve, šećer, kavu, metalne proizvode svih vrsta i odjeću. Najviše se uvozi iz SAD-a, čak 20,6 %.
Kroz povijest, alžirsko gospodarstvo je prolazilo razdoblje planskog gospodarstva (od 1962. do 1978.), zatim razdoblje krize i restrukturiranja (1978. – 1987.) da bi nakon privatizacijske krize (1988. – 1993.) uslijedilo razdoblje tranzicije na tržišnu ekonomiju (1994. – 2000.).
Tijekom planskog gospodarstva, Alžir je nacionalizirao ključne sektore nacionalne privrede (naftna industrija, rudnici, strane osiguravateljske kuće). Također, izvršena je i agrarna reforma.
Razlog razdoblja krize krajem 1970-ih i tijekom 1980-ih bio je naftni šok zbog kojeg su cijene nafte pale za 40 %. To je uništilo alžirske iluzije da zemlja razvije jaku industriju u različitim segmentima te je pokazalo koliko je ranjiv gotovo pa jedini snažan industrijski sektor u Alžiru, industrija nafte. Tijekom tranzicijskog razdoblja došlo je do liberalizacije cijena i vanjske trgovine te reprogramiranja vanjskog duga.
Alžir trenutačno ima svega jednu burzu vrijednosnica i to u glavnom gradu Alžiru.

## Povijest
Uoči francuske kolonijalne invazije Alžira 1830. godine, ukupni uvoz i izvoz nisu bili veći od 175.000 GBP. Već 1850. trgovinska razmjena je iznosila 5 milijuna GBP, 1868. 12 milijuna GBP, 1880. 17 milijuna GBP, a 1890. 20 milijuna GBP. Od tog trenutka napredak je bio sporiji a brojke su značajno varirale iz godine u godinu.
Ukupna vrijendost robne razmjene Alžira s inozemstvom je 1905. godine iznosila 24,5 milijuna GBP. Čak 5/6 razmjene odvijalo se preko Francuske. Također, od 1835. svi francuski proizvodi koji su se izvozili u Alžir (osim šećera) nisu se oporezivali.
Tijekom 1960-ih BDP po stanovniku je porastao za 40 %, a tijekom 1970-ih za čak 538 %. Takav rast pokazao se neodrživim te se u turbulentnim 1980-im srušio na 9,7 %. Izostanak Vladinih pravovremenih reformi je doveo do pada BDP-a po glavi stanovnika za 28 % tijekom 1990-ih godina.
Alžir koji je bio opterećen s velikim inozemnim dugom, je u travnju 1994. sklopio dogovor o jednogodišnjem angažmanu Međunarodnog monetarnog fonda. Sljedeće godine je potpisano produljene za tri godine te je suradnja s MMF-om trajala do 30. travnja 1998.
U ožujku 2006. godine Rusija je tijekom posjeta Vladimira Putina Alžiru, pristala izbrisati 4,74 milijardi USD alžirskog duga iz sovjetskog vremena. Zauzvrat je alžirski predsjednik Abdelaziz Bouteflika odobrio kupnju ruskih borbenih zrakoplova, protuzračnih sustava i ostalog oružja ukupne vrijednosti 7,5 milijardi USD. Sve se to navodi prema informacijama ruske državne tvrtke za izvoz oružja Rosoboronexport.
Povećanjem izvoza nafte tijekom 1990-ih, Alžir je smanjio inflaciju, gospodarstvo je poraslo za 4 % dok je vanjski dug smanjen s 28 milijardi USD na današnjih pet. Tako je Alžir s mnogim zemljama potpisao sporazume o prijevremenoj otplati duga. Prema pisanju lokalnih medija, među zemljama potpisnicama bili su Saudijska Arabija, Turska, Indija, Poljska, Portugal i Slovenija.
Vlada je učvrstila fiskalnu politiku a domaći financijski sustav je potpomognut utrostručavanjem deviznih rezervi.
Međutim, zbog suša koje su pogodile zemlju 2001. te neizvjesnog naftnog tržišta, smatralo se da će 2002. i 2003. biti problematičnije godine. Alžirska Vlada tada je obećala da će nastaviti s naporima uloženim u diverzifikaciju gospodarstva kroz privlačenje domaćih i stranih ulaganja izvan energetskog sektora.
Predsjednik Abdelaziz Bouteflika najavio je opsežne gospodarske reforme koje bi ako se provedu, značajno rekonstruirale gospodarstvo. Međutim, gospodarstvo je i dalje nastavilo ovisiti o nestabilnim prihodima od nafte i plina. Vladini napori o domaćim i stranim investicijama izvan energetike imali su male uspjehe u smanjivanju visoke stope nezaposlenosti i poboljšanju životnog standarda. Ostala područja prioriteta bila su bankarske reforme, poboljšanje investicijskog okruženja i smanjenje državne birokracije.
Vlada je priopćila kako namjerava prodati državna poduzeća te su prodani nacionalna industrija cementa i čeličana dok su druge tvrtke ponuđene na prodaju.
Godine 2001. Alžir je potpisao sporazum o suradnji s Europskom Unijom te je započeo s pristupnim pregovorima o članstvu u Svjetsku trgovinsku organizaciju (WTO).

## Bruto domaći proizvod (BDP)
2007. godine alžirski BDP je iznosio 125,9 milijardi USD prema službenom tečaju. Korištenjem pariteta kupovne moći, BDP je procijenjen na 268,9 milijardi USD ili 8.100 USD po glavi stanovnika (per capita). Procijenjeni realni rast je iznosio 4,6 %. Od ukupnog iznosa BDP-a, 61 % je otpadao na industrijsku djelatnost, 31 % na usluge te 8 % na poljoprivredu.
Sljedeće godine zemlja je imala jako gopodarstvo s niskom inflacijom, proračunskim viškom od 8 % BPD-a i pozitivnom vanjsko-trgovinskom bilancom od 28 % vrijednosti BDP-a. Inozemni dug je gotovo eliminiran a Vlada je stvorila velike uštede u naftnom stabilizacijskom fondu (FRR).
Inflacija koja je najniža u regiji, je od 2003. do 2007. bila na prihvatljivih 4 % ali je čitavo gospodarstvo i dalje ovisilo u nafti koja je činila 98 % ukupnog izvoza. Zbog toga je globalno usporavanje potražnje za tom vrstom energenta predstavlja veliki pritisak na alžirsku fiskalnu i vanjsku politiku.
U 2007. država je imala prihode od 58,5 milijardi i rashode od 41,4 milijarde USD. Od tog iznosa nafta čini 60 % prihoda.

## Gospodarstvo

### Poljoprivreda, šumarstvo i ribarstvo
Poljoprivredni sektor pridonosi nacionalnom BDP-u s 8 % te zapošljava 14 % radne snage. Međutim, taj sektor ne može zadovoljiti prehrambene potrebe stanovništva. Kao rezultat toga, 45 % hrane u zemlji je uvoznog podrijetla.
Glavni alžirski poljoprivredni usjevi su pšenica, krumpir i ječam. Uzgoj je koncentriran na plodnoj obalnoj ravnici regije Tell a ukupno je obradivo svega 3 % alžirskog teritorija. Varijabilnost padalina ima značajan utjecaj na proizvodnju. Vladini poticaji za poticanje uzgoja u manje obradivim stepskim područjima i pustinji su polučili ograničeni uspjeh. Međutim, na tim područjima se uzgaja stoka, posebice koze, govedo i ovce.
Alžirska klima i periodički požari nisu pogodni za uspješnu šumarsku industriju ali zemlja proizvodi pluto i alepski bor.
Ribarstvo nije iskoristilo sve mogućnosti Sredozemlja a razlog tome je što se sve svodi na mala obiteljska plovila umjesto velikih komercijalnih ribarskih koča. Zbog toga je Vlada pokušala potaknuti ribarstvo modernizacijom ribarske luke, dozvolom strancima do love u alžirskim teritorijalnim vodama te subvencioniranjem ribolova vezanog uz projekte.
Od riba, na tom području se hvataju srdele, skuše, palamide i papaline. Godišnje se ulovi oko 142.000 tona ribe, od toga 54 % srdele. Svježa riba se izvozi u Francusku a sušena i konzervirana u Italiju i Španjolsku.
Koraljno ribarstvo se vrši od obala grada Annabe pa sve do tuniške granice.

### Naftna industrija
Naftna industrija je glavni i nezamjenjivi gospodarski segment alžirske privrede. Nafta, naftni proizvodi i zemni plin čine 97 % alžirskog izvoza. Industrija nafte Sonatrach je u državnom vlasništvu te osim u zemlji ima i koncesije u Libiji, Mauritaniji, Jemenu, Peruu i Venezueli. Danas je Sonatrach među deset najvećih naftnih proizvođača u svijetu.

### Rudarstvo
Alžir je bogat s mineralnim sirovinama tako da u zemlji ima mnogo nalazišta željeza, olova, cinka, bakra, žive i antimona. Najproduktivnije su rude željeza i cinka. Prva rudna nalazišta pronađena su u gradu Tébessa 1891. godine. Nalazišta fosfata su locirana pokraj mjesta Sétif, Guelma i Aïn Beïda.
Također, postoji više od 300 kamenoloma te se ističe proizvodnja oniksa te prekrasnog bijelog i crvenog mramora. Čak su i stari Rimljani koristili oniks iz Ain Tekbaleta dok su brojni stari kamenolomi pronađeni pokraj Sidi Ben Yebke te su dio daleke prošlosti.
Osim rudnika s mineralnim sirovinama, Alžir ima i rudnike soli.

### Vojna industrija
Do 2000-ih godina Alžir je imao skromnu vojnu industriju čija se proizvodnja oružja i streljiva temeljila na ruskim i kineskim licencama. Nakon tog razdoblja, zemlja je unatoč nedostatku postrojenja, počela proizvoditi ratne brodove, kopnena vozila i zrakoplove za vlastitu Narodnu vojsku. Kako bi se mogla nositi s monopolom u tom segmentu kojeg drže SAD, Rusija, Kina, Velika Britanija i Francuska, zemlja je razvila industrijsko strateško partnerstvo. Time bi se smanjila potreba za uvozom oružja te bi se domaća vojna industrija promovirala u svijetu. Uspjeh je potvrđen nakon što je dogovoreno partnerstvo s UAE-om.

### Bankarstvo, vrijednosnice i osiguranja
U alžirskom bankarskom sektoru dominiraju javne banke koje trpe zbog velike količine loših kredita koji su dani tvrtkama u državnom vlasništvu. 2007. godine javne banke su obuhvaćale 95 % alžirskog bankarstva. Iste godine je MMF procijenio da je od ukupnog broja kredita koje su dale javne banke, 38 % otpadalo na loše kredite. Skromni napredak je postignut nakon provedbi nekoliko reformi koje je predložio MMF. Reforme su uključivale zamjenu bankarskih kredita namijenjenih državnim poduzećima s Vladinim subvencijama, jačanje bankarskog nadzora te odgovornost, transparentnost i modernizaciju platnog sustava. Reforme su uključivale i mogućnost brzog i pouzdanog elektroničkog plaćanja.
U studenom 2007. predložena je prodaja i privatizacija banke Crédit Populaire d’Algérie ali je sve odgođeno zbog burnih tržišnih uvjeta. Također, i strane banke su izrazile želju da uđu u alžirski bankarski sektor. Tako britanski HSBC želi započeti komercijalno a njemački Deutsche Bank investicijsko bankarstvo u Alžiru.
Temeljem procjena iz 2006. i 2007. oko 31 % alžirskog stanovništva ima pristup financijskim uslugama dok se jedna podružnica banke ili poštanski ured nalazi na svakih 7.250 žitelja. Veliki potencijal za razvoj ima sektor mikrofinanciranja. Do 2007. godine iznos takvog oblika financiranja bila je 2,9 milijardi USD.
Na nerazvijenu alžirsku burzu vrijednosnica Bourse d’Algerie je uključeno samo nekoliko domaćih tvrtki.
Sektor osiguranja je liberaliziran 1995. ali još uvijek dominiraju institucije u državnom vlasništvu te čine mali dio nacionalnog gospodarstva. Vrijednost ukupnih premija osiguranja iznosi oko 1 % BDP-a. Mirovinsko osiguranje obuhvaća tri mirovinska fonda koji su 2005. obuhvaćali 40 % radno sposobnog stanovništva.

### Turizam
Turistička grana Alžira iznosi skromnih 1 % nacionalnog BDP-a te prilično zaostaje za susjednim Tunisom i Marokom. Zemlja godišnje prima svega 200.000 turista i posjetitelja. Najveću nacionalnu skupinu predstavljaju Francuzi alžirskog podrijetla a zatim slijede Tunižani.
Razlozi skromnog turizma mogu se pripisati kombinacijama skromnog hotelskog smještaja i prijetnji terorizmom. Ipak, alžirska Vlada je usvojila plan poznat kao "Horizon 2025" kojim se namjerava riješiti pitanje nedostatka infrastrukture. To se posebice odnosi na izgradnju hotela duž mediteranske obale. Također, Alžir namjerava iskoristiti i potencijal turizma na jugu zemlje.

## Valuta, tečaj i inflacija
Alžirska nacionalna valuta je alžirski dinar (DZD) koji je labavo vezan uz američki dolar. Glavno nacionalno izvozno dobro je nafta koja se prodaje u američkom dolaru dok se uvozna dobra kupuju u euru. Prema tečaju iz travnja 2008. godine, jedan USD je iznosio 64,6 DZD.
Zemlja ima vlastite devizne rezerve koje rastu od 2000. zbog rastuće cijene izvezene nafte. Dok je početkom 21. stoljeća Alžir raspolagao s 12 milijardi USD deviznih rezervi, 2007. je imao 99,3 milijardi dolara. Na dan 31. prosinca 2011. iznos rezervi je iznosio 183,1 milijardi USD.
Godine 2010. MMF je izrazio zabrinutost zbog lošeg upravljanja alžirskim monetarnim sustavom i stopom inflacije.

## Radna snaga
Zemlja raspolaže s 11,04 milijuna radno sposobnog stanovništva dok je udio nezaposlenih 10 % ukupnog stanovništva.
Prema podatcima iz 2003. najviše alžirskog radnog stanovništva radi u državnim tvrtkama i administraciji (32 %). Trgovina obuhvaća 14,6 %, poljoprivreda 14 %, industrija 13,4 % a građevinarstvo i javni poslovi 10 %.

## Međunarodna trgovina
Zemlja nastoji ostvariti što bolje međudržavne gospodarske odnose i strana ulaganja. Tako je primjerice u travnju 2005. donesen zakon prema kojem bi se dobit ostvarena prodajom nafte ulagala u poticanje stranih ulaganja u energetiku. Tako je zemlja potpisala bilateralne sporazume s 20 zemalja o investicijama u Alžir. Osim europskih zemalja, tu su i Kina, Egipat, Jemen i Malezija.
Dobra gospodarska suradnja je ostvarena i s Europskom Unijom u koju Alžir izvozi robu bez plaćanja carine. Također, Alžir opskrbljuje 25 % EU potreba za zemnim plinom.
Također, zemlja nastoji pristupiti Svjetskoj trgovinskoj organizaciji kroz liberalizaciju trgovine, carinsku modernizaciju, deregulaciju i bankarski sustav koji je dizajniran kako bi poboljšao nacionalnu pregovaračku poziciju.
Prema podatcima iz 2011., izvoz zemlje je iznosio 72,88 milijardi USD dok su nafta, naftni proizvodi i zemni plin činili 97 % izvoza. Glavni alžirski izvozni partneri su SAD, Kanada, Italija, Španjolska, Francuska, Nizozemska i Brazil.
S druge strane, Alžir je 2011. uvozio robe u vrijenosti 44,94 milijardi USD. To su uglavnom bili kapitalna dobra, potrošački proizvodi i hrana. Glavni alžirski uvozni partneri su SAD, Kina, Italija, Francuska, Španjolska i Njemačka.

## Vanjske poveznice
- Gospodarstvo i ekonomski razvoj Alžira  Arhivirana inačica izvorne stranice od 19. studenoga 2012. (Wayback Machine)